# Паралелизам на нивоу меморије
Паралелизам на нивоу меморије или МЛП је термин у рачунарској архитектури који се односи на могућност да постоје више меморијских операција на чекању, посебно промашаји кеша или промашаји бафера асоцијативног превођења, у исто време.
У једном процесору, МЛП се може сматрати обликом паралелизма на нивоу инструкције (ПНИ). Међутим, ПНИ се често меша са суперскаларом, могућности да се изврше више од једне инструкције одједном. На пример, процесор Интел Пентиум Про је суперскалар који може да започне извршавање пет различитих микроинструкција у циклусу, али може да издржи четири различита промашаја кеша за до 20 различитих load микроинструкција било кад.
Могуће је имати машину која није суперскаларали која има високу МЛП.
Машина која нема ПНИ, која није суперскалар, која извршава једну инструкцију одједном али која извршава хардвески prefetching (не prefetching са софтверском инструкционом нивоу) експонира MLP али без ПНИ. Ово је зато што постоје више истактнутих меморијских операција, али не и инструкција. Инструкције се често мешају са операцијама.
Даље, вишепроцесорски и вишенитни рачунарски системи могу екпонирати МЛП или ПНИ због паралелизма. Међутим, често ограничавамо значење термина МЛП или ПНИ на екстрактовање таквог паралелизма од не-паралелног једнонитног кода.